# Éric Andrieu
Éric Andrieu (ur. 14 kwietnia 1960 w Narbonie) – francuski polityk, działacz partyjny i samorządowy, od 2012 do 2023 poseł do Parlamentu Europejskiego VII, VIII i IX kadencji.

## Życiorys
Z wykształcenia psycholog, kształcił się także w Centre international de hautes études agronomiques méditerranéennes. Od drugiej połowy lat 80. pracował jako konsultant ds. rozwoju lokalnego. Był doradcą senatora Marcela Rainauda. W 1986 wstąpił do Partii Socjalistycznej, w 2005 stanął na czele jej struktur w departamencie, a w 2008 wszedł w skład biura krajowego. Został w 2009 jednym z liderów socjalistycznego stowarzyszenia L'Espoir à gauche wspierającego Ségolène Royal. Od 1998 do 2004 zasiadał w radzie generalnej departamentu Aude. Od 1995 do 2012 pełnił funkcję mera miejscowości Villerouge-Termenès. W 2004 i w 2010 wybierany także w skład rady regionu Langwedocja-Roussillon.
Kandydował bez powodzenia z listy Partii Socjalistycznej w wyborach do Parlamentu Europejskiego w 2009. Gdy w 2012 Kader Arif objął urząd ministra, Éric Andrieu wszedł za niego w skład Parlamentu Europejskiego VII kadencji. Przystąpił do grupy Postępowego Sojuszu Socjalistów i Demokratów. W 2014 i 2019 utrzymywał mandat europosła na okres VIII i IX kadencji PE. Zrezygnował z mandatu w czerwcu 2023.